# Верагуас
Верагуас (ісп. Provincia de Veraguas) — одна з провінцій Панами. Адміністративний центр — місто Сантьяго-де-Верагуас.

## Географія
Площа провінції становить 10 677 км². Розташована на заході центральної частини країни. Межує з провінціями Чирикі і Нґобе-Буґле (на заході), Колон (на північному сході), Кокле і  Еррера (на сході), Лос-Сантос (на південному сході). На півдні омивається водами Тихого океану, на півночі — водами Карибського моря. До складу провінції входить найбільший острів Панами, Коїба, розташований на захід від півострова Асуеро.

## Населення
Населення провінції за даними на 2010 рік становить 226 991 чоловік. Щільність населення — 21,26 чол./км².

## Адміністративний поділ
В адміністративному відношенні поділяється на 12 округів:
- Атала
- Калобра
- Канясас
- Ла-Меса
- Лас-Палмас
- Маріат

- Монтіхо
- Ріо-де-Хесус
- Сан-Франсіско
- Санта-Фе
- Сантьяго
- Сона